# Lista de cidades do Alasca

Estado do Alasca destacado em vermelho no continente norte-americano.

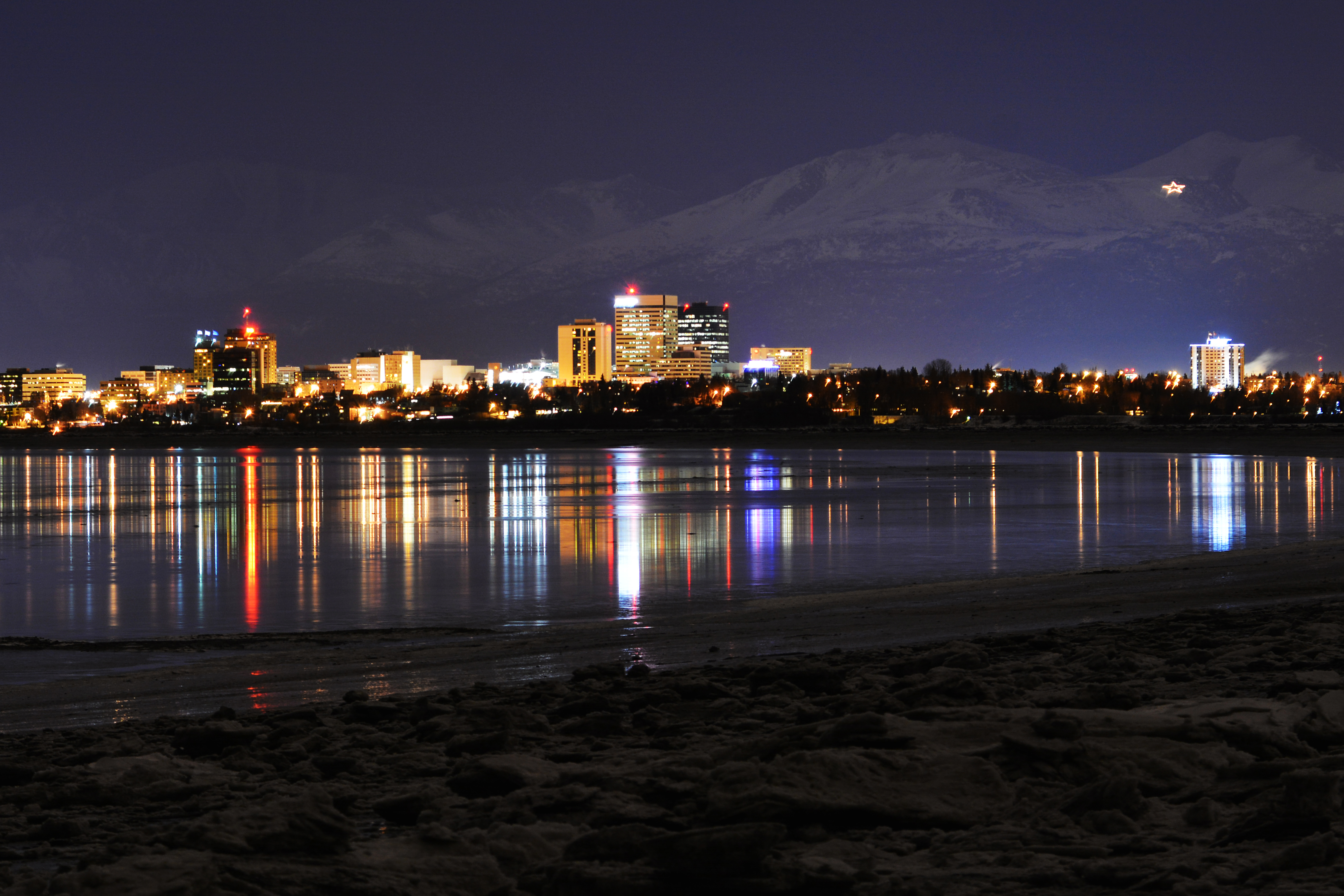
Anchorage a mais setentrional grande cidade, e maior cidade do Alasca.

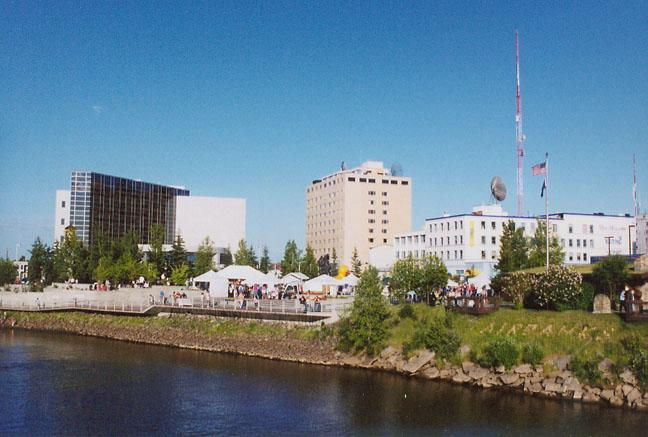
Fairbanks, a segunda maior cidade do Alasca.

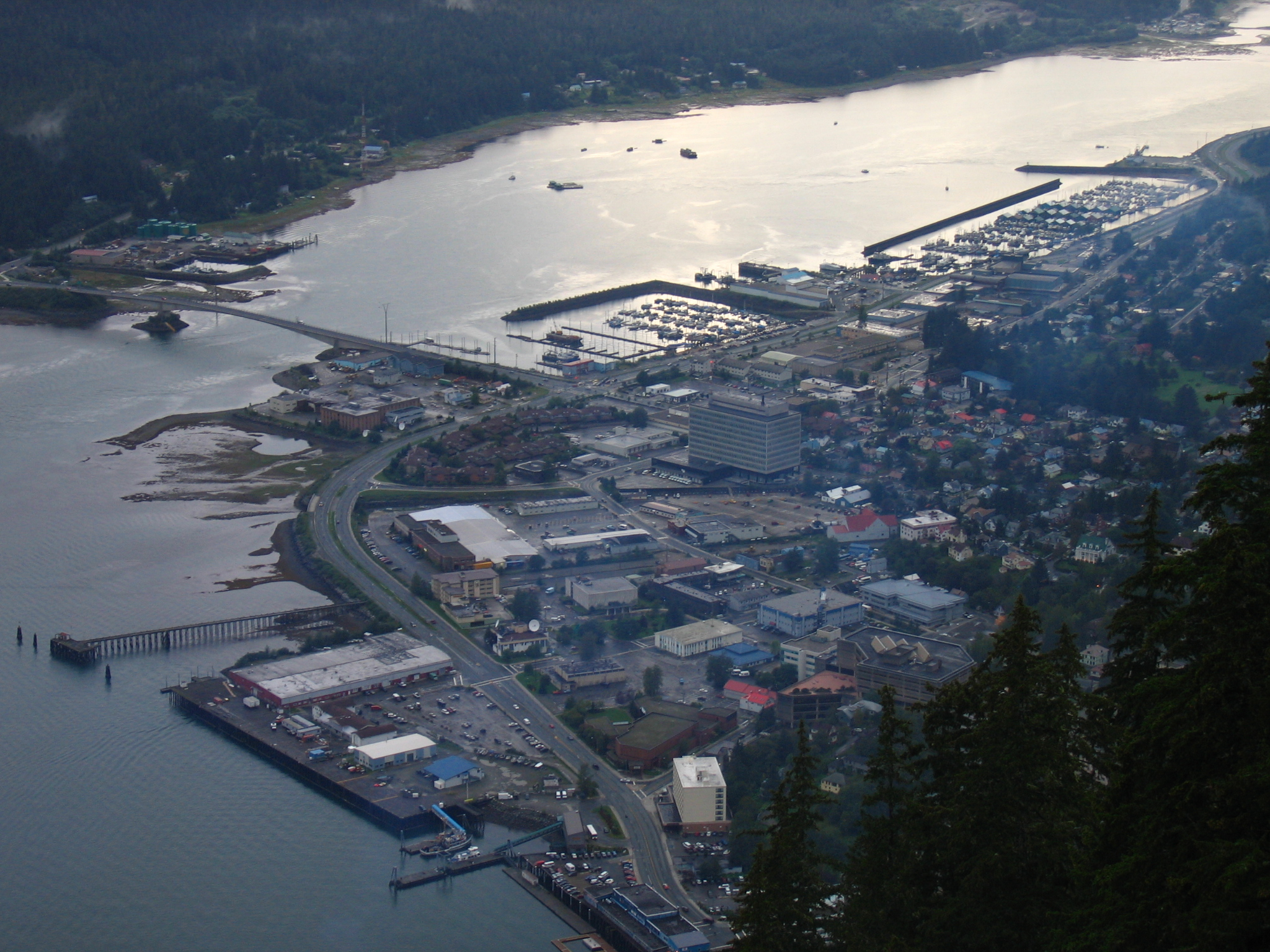
Juneau, capital e terceira maior cidade do Alasca.

O Alasca é um estado dos Estados Unidos situado na extremidade noroeste da America do Norte. De acordo com o Censo de 2010 dos Estados Unidos, o Alasca é o 4º estado menos populoso com 710.231 habitantes, no entanto é o maior estado por área territorial medindo cerca de 1.477.953.3 km². A partir de outubro de 2014, o Alasca possuía 148 cidades. Conforme refletido no Censo de 2010, as cidades incorporadas do Alasca cobrem apenas 2,1% da massa terrestre do estado, no entanto é o o lar de 69,92% de sua população. A maioria da massa de terra incorporada consiste nos quatro municípios unificados, cada um com mais de 4.400 km² de extensão. Apenas duas outras cidades têm uma área incorporada superior a 260 km²: Unalaska, que inclui o porto de pesca de Dutch Harbor, e Valdez.

## A
- Adak
- Akhiok
- Akiak
- Akutan
- Alakanuk
- Aleknagik
- Allakaket
- Ambler
- Anaktuvuk Pass
- Anchorage - maior cidade do estado
- Anderson
- Angoon
- Aniak
- Anvik
- Atka
- Atqasuk

## B
- Barrow
- Bethel
- Bettles
- Brevig Mission
- Buckland

## C
- Chefornak
- Chevak
- Chignik
- Chuathbaluk
- Clark's Point
- Coffman Cove
- Cold Bay
- Cordova
- Craig

## D
- Deering
- Delta Junction
- Dillingham
- Diomede

## E
- Eagle
- Edna Bay
- Eek
- Egegik
- Ekwok
- Elim
- Emmonak

## F
- Fairbanks
- False Pass
- Fort Yukon

## G
- Galena
- Gambell
- Golovin
- Goodnews Bay
- Grayling
- Gustavus

## H
- Holy Cross
- Homer
- Hoonah
- Hooper Bay
- Houston
- Hughes
- Huslia
- Hydaburg

## J
- Juneau - capital do estado

## K
- Kachemak
- Kake
- Kaktovik
- Kaltag
- Kasaan
- Kenai
- Ketchikan
- Kiana
- King Cove
- Kivalina
- Klawock
- Kobuk
- Kodiak
- Kotlik
- Kotzebue
- Koyuk
- Koyukuk
- Kupreanof
- Kwethluk

## L
- Larsen Bay
- Lower Kalskag

## M
- Manokotak
- Marshall
- McGrath
- Mekoryuk
- Mountain Village

## N
- Napakiak
- Napaskiak
- Nenana
- New Stuyahok
- Newhalen
- Nightmute
- Nikolai
- Nome
- Nondalton
- Noorvik
- North Pole
- Nuiqsut
- Nulato
- Nunam Iqua
- Nunapitchuk

## O
- Old Harbor
- Ouzinkie

## P
- Palmer
- Pelican
- Pilot Point
- Pilot Station
- Platinum
- Point Hope
- Port Alexander
- Port Heiden
- Port Lions

## Q
- Quinhagak

## R
- Ruby
- Russian Mission

## S
- Saint Paul
- Sand Point
- Savoonga
- Saxman
- Scammon Bay
- Selawik
- Seldovia
- Seward
- Shageluk
- Shaktoolik
- Shishmaref
- Shungnak
- Sitka
- Soldotna
- St. George
- St. Mary's
- St. Michael
- Stebbins

## T
- Tanana
- Teller
- Tenakee Springs
- Thorne Bay
- Togiak
- Toksook Bay

## U
- Unalakleet
- Unalaska
- Upper Kalskag

## V
- Valdez

## W
- Wainwright
- Wales
- Wasilla
- White Mountain
- Whittier
- Wrangell